# Phuti Mahanyele-Dabengwa

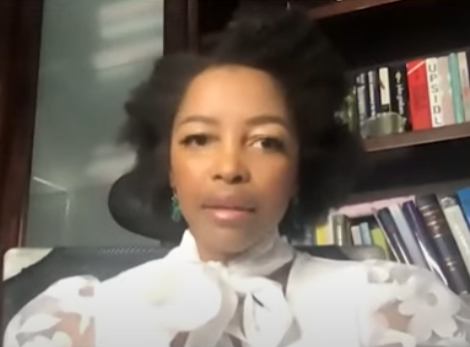

Phuti Mahanyele-Dabengwa ist seit Juli 2019 CEO der Südafrika-Organisation des Medienkonzerns Naspers. 

## Leben
Phuti Mahanyele-Dabengwa studierte Wirtschaft an der Rutgers University im US-Bundesstaat New Jersey und absolvierte ein MBA-Studium an der De Montfort University in Leicester, England. Sie begann ihre Karriere 1993 bei Fieldstone Capital Inc. in New York City und wurde dort VP. 2008 nahm sie am Programm Global Leadership and Public Policy for the 21st Century der Harvard University teil.
Bevor sie zu Naspers kam, war sie Mitbegründerin und Executive Chairperson von Sigma Capital, einer 2015 gegründeten Investment-Holdinggesellschaft. 
Vor Sigma war sie CEO der Shanduka Group, einer Investment-Holdinggesellschaft, der sie 2004 beitrat und die sie 2015 verließ.  
Davor war sie Leiterin der Geschäftseinheit Projektfinanzierung Südafrika bei der Development Bank of Southern Africa (DBSA).